# Heini Wörner
Heini Wörner (Lebensdaten unbekannt) war ein deutscher Fußballspieler.

## Karriere
Wörner gehörte dem FSV Frankfurt als Stürmer an, für den er von 1938 bis 1940 in der Gauliga Südwest, in einer von zunächst 16, später auf 23 aufgestockten Gauligen zur Zeit des Nationalsozialismus als einheitlich höchste Spielklasse im Deutschen Reich, Punktspiele bestritt.
Seine erste Saison schloss er mit der Mannschaft als Zweitplatzierter mit drei Punkten Abstand zum Gaumeister Wormatia Worms ab. Die am 27. August 1939 mit dem ersten Spieltag begonnene Folgesaison wurde mit Beginn des Zweiten Weltkriegs nach dem ersten Spieltag unterbrochen und später in zwei Staffeln zu je sieben Mannschaften neu angesetzt. Am Saisonende schloss der FSV Frankfurt die Staffel Mainhessen als Drittplatzierter ab.
Während seiner Vereinszugehörigkeit nahm er am Wettbewerb um den Tschammerpokal, dem seit 1935 eingeführten Pokalwettbewerb für Vereinsmannschaften, teil. Sein Debüt gab er am 28. August 1938 beim 3:0-Erstrundensieg gegen den CSC 03 Kassel. In der 2. Runde wurde am 11. September auf eigenem Platz der BC Hartha mit 3:1 bezwungen. Über das in Ausscheidungsrunden unterteilte Viertelfinale, gelangte der FSV Frankfurt ins Halbfinale, wobei er im Viertelfinale „Altreich/Ostmark“ beim 2:1 nach Verlängerung das Tor zum 1:1 in der 24. Minute erzielte. Die Begegnung am 11. Dezember mit dem Wiener Sport-Club – hervorgegangen aus der Ausscheidungsrunde Ostmark infolge des Anschlusses Österreichs – im Stadion am Bornheimer Hang wurde dank seines Treffers zur 2:1-Führung in der 59. Minute und dank des in der 87. Minute verwandelten Elfmeters von Fritz Fend mit 3:2 gewonnen. Das erst am 8. Januar 1939 im Berliner Olympiastadion ausgetragene Finale gegen den SK Rapid Wien ging mit 1:3 verloren. Trotz der in der 17. Minute durch Franz Dosedzal erzielten Frankfurter Führung, ging das Spiel in der berühmten Rapid-Viertelstunde innerhalb von zehn Minuten durch Tore von Georg Schors (80.), Johann Hofstätter (85.) und Franz Binder (90.) verloren.
1939 bestritt er seine letzten beiden Spiele in diesem Wettbewerb. Das am 20. August mit 5:3 gegen den Mülheimer SV 06 gewonnene Erstrundenspiel, in dem er zwei Tore erzielte, und das am 19. November mit 0:4 bei Fortuna Düsseldorf verlorene Zweitrundenspiel.

## Erfolge
- Tschammerpokal-Finalist 1938